# Braman
|  | Per a altres significats, vegeu «braman (casta)». |

Om significa l'essència de Braman, la realitat última.

Braman - també escrit bràman, brahman o bràhman - (en sànscrit, brāhmaṇ, expansió) és un concepte filosofico-espiritual indi que fa referència al principi originari de l'univers. En els upanixad (comentaris dels veda escrits a partir del segle vii aC), se'l descriu com l'absolut omnipresent i transcendent, l'essència immanent i la causa eficient de tot allò que existeix. Absolut de totes les coses conegudes, és impossible a una cosa, o fins i tot a la totalitat de les coses, de caracteritzar-lo o de circumscriure'l; és suposat ser el subjecte més aviat que l'objecte del pensament.
L'objectiu de l'hinduisme és d'atènyer, pel coneixement personal i gràcies a una revelació directa, la comprensió de l'essència del braman, és a dir, experimentar el fet que l'atman (l'ànima individual) no és més que un fragment del braman, que els dos són la mateixa cosa. La doctrina específica dedicada al braman és l'advaita vedanta (o l'estudi de la no-dualitat).
En la mitologia hindú, s'assimila el braman amb el déu creador Brama.
El Chândogya Upanixad, del segle vii aC, el descriu així:
| « | Allò que anomenem braman és l'espai exterior a l'ésser humà, exterior a l'ésser humà. És l'espai interior de l'ésser humà, interior de l'ésser humà. És l'espai interior del cor. És ple. És immutable. Llum que supera tota esplendor, llum que brilla sobre la Terra i més enllà dels cels més alts. Aquesta és la llum que brilla en el nostre propi cor. Tot és, en veritat, Braman. És l'origen, la fi i la subsistència de tota cosa. És ment i vida, és llum i veritat, és l'espai immens. Són d'aquest totes les activitats, tots els desigs, tots els perfums i tots els gustos. Més petit que un gra d'arròs, o que un gra d'ordi, o que un gra de mostassa, o que un gra d'escaiola, habita en el meu cor. Més gran que la Terra, més gran que el firmament, més gran que els cels, més gran que tots els mons, habita en el meu cor. Abraça tot l'univers i, en silenci, és amor envers totes les coses. Aquest és Braman. | » |

## Etimologia i termes relacionats
El sànscrit (ब्रह्मन्) Brahman (una arrel amb n, nominatiu bráhma, de l’arrel bṛh - inflar-se, expandir-se, créixer, engrandir-se) és un substantiu neutre que s'ha de distingir del masculí brahmán —que denota una persona associada amb Brahman— i de Brahmā, el Déu creador de la Trinitat hindú, la Trimurti. Brahman és, doncs, un concepte de gènere neutre que implica una major impersonalitat que les concepcions masculines o femenines de la deïtat. Brahman és conegut com el jo suprem. Puligandla ho afirma com la realitat immutable enmig i més enllà del món, mentre que Sinar afirma que Brahman és un concepte que no es pot definir exactament.
En sànscrit vèdic:
- Br a hm a (ब्रह्म) (nominatiu singular), br a hm a n (ब्रह्मन्) (arrel) (gènere neutre) de l'arrel bṛh-, significa ser o fer ferm, fort, sòlid, expandir, promoure.

- Br a hm a n a (ब्रह्मन) (nominatiu singular, mai plural), de les arrels brh a (fer ferm, fort, expandir) + sànscrit -man- que denota alguna forma manifesta de poder definit, fermesa inherent, principi de suport o fonamental.[6]

En l'ús posterior del sànscrit:
- Br a hma (ब्रह्म) (nominatiu singular), brahman ( ब्रह्मन् ) (gènere neutre) significa el concepte de la realitat última transcendent i immanent, l'Esperit Còsmic Suprem en l'hinduisme. El concepte és central en la filosofia hindú, especialment en el Vedanta; això es tracta a continuació.

- Br a hmā (ब्रह्मा) (nominatiu singular), Brahman (ब्रह्मन्) (gènere masculí), significa la deïtat o deva Prajāpati Brahmā. És un dels membres de la trinitat hindú i està associat amb la creació, però no té cap culte a l'Índia actual. Això és degut al fet que Brahmā, el déu creador, és longeu, però no etern, és a dir, Brahmā s'absorbeix de nou a Purusha al final d'un eó i torna a néixer al començament d'un nou kalpa.

Aquests són diferents de:

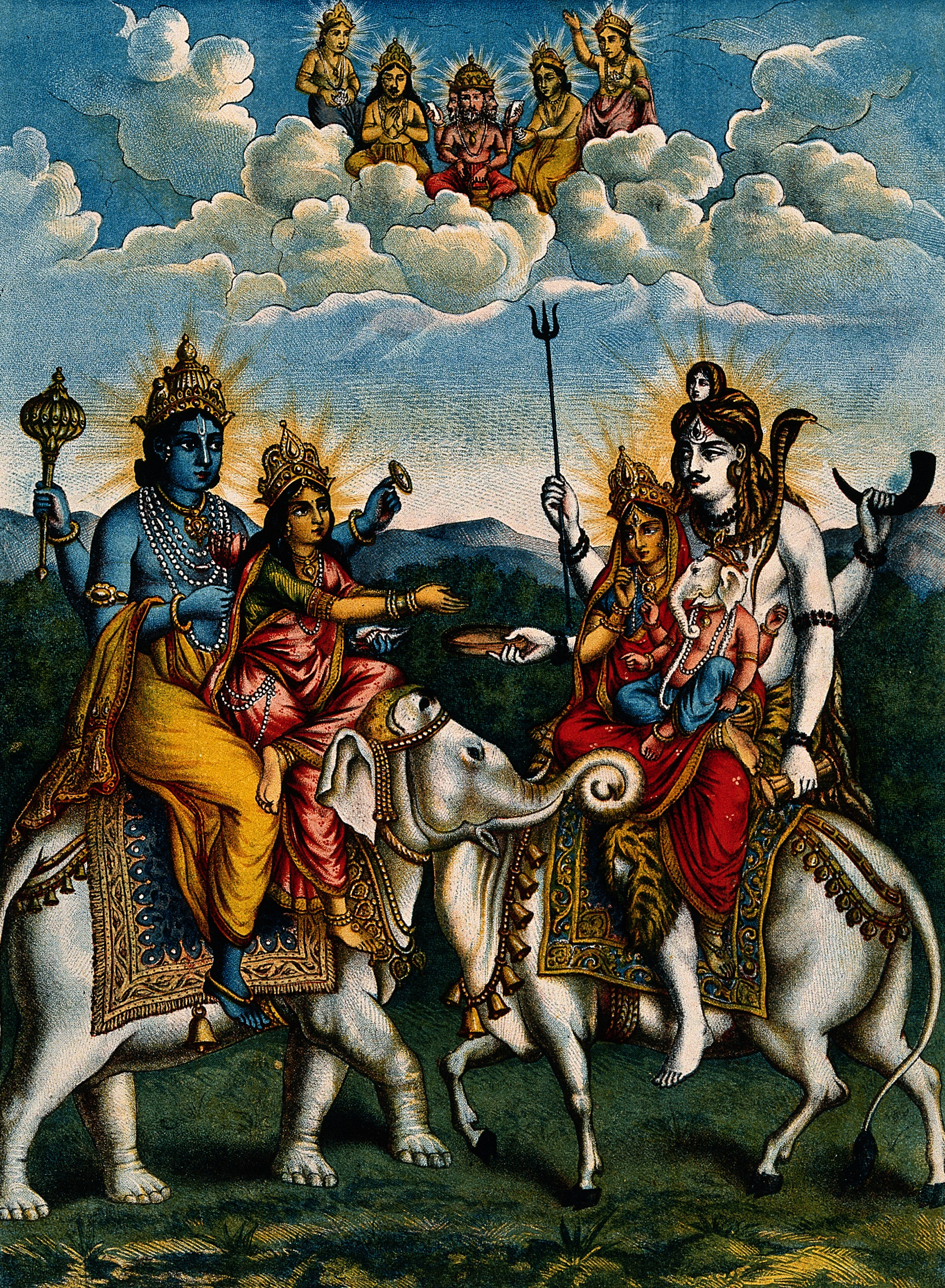
Deïtats Vixnu, Lakshmi, Shiva, Parvati i Ganesha. Aquestes deïtats tenen personalitats diferents i complexes, però sovint es consideren aspectes i s'adoren com a encarnacions de la mateixa Realitat Ultima anomenada Brahman.
[b] : Els membres de diverses sectes hindús adoren un nombre vertiginós de deïtats específiques i segueixen innombrables rituals en honor de déus específics. Tanmateix, com que això és hinduisme, els seus practicants veuen la profusió de formes i pràctiques com a expressions de la mateixa realitat immutable. Els creients entenen la panòplia de deïtats com a símbols d'una única realitat transcendent.
[d]

- A brāhm a ṇa (ब्राह्मण) (masculí, pronunciat sa), (que literalment significa pertanyent a l'oració) és un comentari en prosa sobre els mantres vèdics, una part integral de la literatura vèdica.

- Un brāhm a ṇ a (ब्राह्मण) (masculí, amb la mateixa pronunciació que l'anterior), significa sacerdot; en aquest ús la paraula es tradueix normalment en anglès com a Brahmin . Aquest ús també es troba a l’Atharva Veda. En forma neutra plural, Brahmāṇi. Vegeu sacerdot vèdic.

- Ishvara (lit., Senyor Suprem), a Advaita, s'identifica com una manifestació mundana parcial (amb atributs limitats) de la realitat última, el Brahman sense atributs. En Visishtadvaita i Dvaita, però, Ishvara (el Controlador Suprem) té atributs infinits i és la font del Brahman impersonal.

- Devas, les expansions de Brahman /Déu en diverses formes, cadascuna amb una certa qualitat. En la religió vèdica, hi havia 33 deves, que més tard es van exagerar fins a 330 milions de deves. De fet, els deves són considerats manifestacions més mundanes de l'Únic i el Suprem Brahman (vegeu Para Brahman). La paraula sànscrita per a deu milions també significa grup, i 330 milions de deves originalment significaven 33 tipus de manifestacions divines.

## Història i literatura

### Vèdic
Brahman és un concepte present als Samhites vèdics, la capa més antiga dels Vedes que data de finals del segon mil·lenni aC. Per exemple,
| « | Els Ṛcs són limitats (parimita), Els Samans són limitats, I els Yajuses són limitats, Però de la Paraula Braman, no hi ha fi. | » |

El concepte Braman fa referència a centenars d'himnes de la literatura vèdica. La paraula Brama es troba en himnes del Rigveda com ara 2.2.10, 6.21.8, 10.72.2 i en himnes de l'Athar-veda com ara 6.122.5, 10.1.12 i 14.1.131. El concepte es troba en diverses capes de la literatura vèdica; per exemple: Aitareya Brahmana 1.18.3, Kausitaki Brahmana 6.12, Satapatha Brahmana 13.5.2.5, Taittiriya Brahmana 2.8.8.10, Jaiminiya Brahmana 1.129, Taittiriya Aranyaka 4.4.1 a través de Samihi Vajasa 4.4.1. fins al 23.25, Maitrayani Samhita 3.12.1:16.2 al 4.9.2:122.15. El concepte es discuteix àmpliament als Upanixads integrats als Vedes (vegeu la secció següent), i també s'esmenta als vedāṅga (les extremitats dels Vedes) com ara el Srauta sutra 1.12.12 i el Paraskara Gryhasutra 3.2.10 a 3.4.5.
Jan Gonda afirma que la diversa referència a Braman en la literatura vèdica, començant pels Rigveda Samhitas, transmet diferents sentits o diferents matisos de significat. Segons Jan Gonda, no hi ha cap paraula en les llengües occidentals modernes que pugui representar els diversos matisos de significat de la paraula Brahman a la literatura vèdica. En els versos considerats com els més antics, la idea vèdica de Brahman és el poder immanent al so, les paraules, els versos i les fórmules dels Vedes. Tanmateix, afirma Gonda, els versos suggereixen que aquest significat antic mai va ser l'únic significat, i el concepte va evolucionar i expandir-se a l'antiga Índia.
Barbara Holdrege afirma que el concepte Brahman es tracta als Vedes al llarg de quatre temes principals: com la Paraula o versos (Sabdabrahman), com a Coneixement encarnat en el Principi Creador, com a Creació mateixa i un Corpus de tradicions. Hananya Goodman afirma que els Vedes conceptualitzen Brahman com els principis còsmics subjacents a tot el que existeix. Gavin Flood afirma que l'era vèdica va ser testimoni d'un procés d'abstracció, on el concepte de Brahman va evolucionar i expandir-se des del poder del so, les paraules i els rituals fins a l'essència de l'univers, el fonament més profund de tots els fenòmens, l'essència del jo (Atman, Jo) i la veritat més profunda d'una persona més enllà de la diferència aparent.

### Upanixads

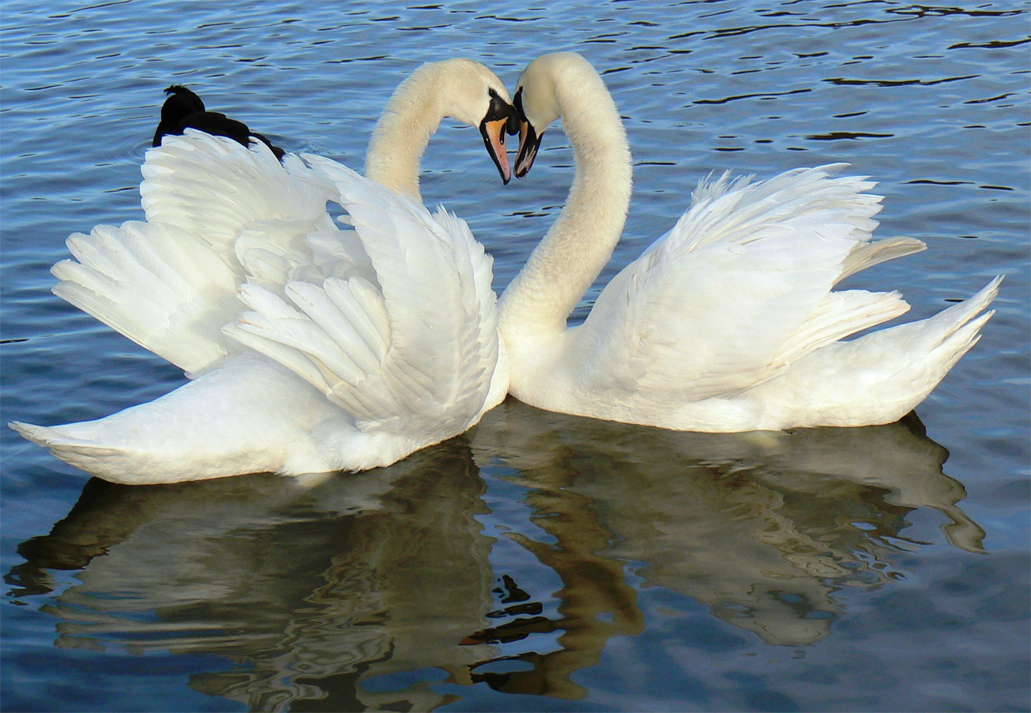
El cigne (Hansa, हंस) és el símbol de Brahman-Atma en la iconografia hindú.

La preocupació central de tots els Upanixads és descobrir les relacions entre el ritual, les realitats còsmiques (inclosos els déus) i el cos/persona humà. Els textos no presenten una sola teoria unificada, sinó que presenten una varietat de temes amb múltiples interpretacions possibles, que van florir a l'era postvèdica com a premisses per a les diverses escoles de l'hinduisme.
El concepte de Braman als Upanixads evoluciona per abastar temes metafísics, ontològics i soteriològics. Brahman es descriu com la realitat primordial que crea, sosté i finalment retira l'univers dins seu. Es caracteritza com el principi del món, l'absolut, la força universal, el principi còsmic i la causa última de tota existència, inclosos els déus. Brahman també es representa com l'ésser diví o Senyor, que es pot manifestar com una deïtat distinta o com una presència immanent dins de tots els individus. Representa el coneixement que condueix a l'alliberament espiritual, el Jo que és valent, lluminós, exaltat i feliç, i l' essència de la llibertat. Brahman no és només l'univers dins de cada ésser viu, sinó també l'univers més enllà, representant tant el món intern com l'extern en la seva totalitat.
Braman als Upanixads també es descriu com l' essència i la partícula més petita del cosmos, així com l'univers infinit mateix. És el Jo dins de cada ésser, la veritat, la realitat, l' absolut i la beatitud (ananda). Tot i que Braman no es pot percebre directament a través dels sentits, es pot experimentar a través d'una profunda autorealització.
En paraules del filòsof Sarvepalli Radhakrishnan, els savis dels Upanixads ensenyen que Braman és l'essència última subjacent als fenòmens materials. Tot i que Braman no es pot veure ni sentir, la seva veritable naturalesa es pot comprendre mitjançant el cultiu de l'autoconeixement (atma jnana). Aquesta forma de coneixement permet transcendir les il·lusions del món material i assolir un estat superior de consciència i alliberament.
Els Upanixads contenen diversos mahā-vākyas o "Grans Dites" sobre el concepte de Braman:
| Text                                   | Upanixad                          | Traducció                           | Referència |  |
| -------------------------------------- | --------------------------------- | ----------------------------------- | ---------- |  |
| अहं ब्रह्म अस्मि aham brahmāsmi             | Brihadaranyaka Upanishad 1.4.10   | "Sóc Braman"                        |            |  |
| अयम् आत्मा ब्रह्म ayam ātmā brahma          | Brihadaranyaka Upanishad 4.4.5    | El Jo és Brahman                    |            |  |
| सर्वं खल्विदं ब्रह्म sarvam khalvidam brahma  | Chandogya Upanishad 3.14.1        | Tot això és Braman                  | [ 32 ]     |  |
| एकमेवाद्वितीयम् ekam evadvitiyam             | Chandogya Upanixad 6.2.1          | Que [Brahman] és un, sense un segon | [ 33 ]     |  |
| तत्त्वमसि tat tvam asi                    | Chandogya Upanishad 6.8.7 et seq. | Thou art that (Tu ets Brahman)      |            |  |
| प्रज्ञानं ब्रह्म prajnānam brahma            | Aitareya Upanishad 3.3.7          | La saviesa és Brahman               |            |  |
| नेति नेति Neti Neti                        | Brihadaranyaka Upanixad 2.3.6     | Ni això, ni allò                    |            |  |
| अंतरात्मा AntarAtman                       | Katha Upanishad 2.2.12            | Inner Atman                         |            |  |
| उत्तमपुरुषः Uttam Purusha                  | Chandogya Upanishad 8.12.3        | Ésser Suprem                        |            |  |
| पूरुषः Purusha                            | Purusha Sukta                     | Ésser Suprem                        | [ 34 ]     |  |
| ब्रह्मणो नाम सत्यमिति Brahmano naam Satyamiti | Chandogya Upanishad 8.3.4         | Brahman també s'anomena Satya       |            |  |
| प्राणो ब्राह्मणः Prano brahman                | Chandogya Upanishad 7.15.1        | La força vital és Brahman           |            |  |

Els Upanixad tracten el concepte metafísic de Braman de moltes maneres, com ara la doctrina Śāṇḍilya al capítol 3 del Chandogya Upanishad, un dels textos upanishadics més antics. La doctrina Śāṇḍilya sobre Brahman no és exclusiva del Chandogya Upanishad, sinó que es troba en altres textos antics com el Satapatha Brahmana a la secció 10.6.3. Afirma que l'Atman (l'essència interior, el Jo dins de l'home) existeix, que el «Brahman» és idèntic a «Atman», que el «Brahman» és dins de l'home: cites temàtiques que són citades amb freqüència per escoles posteriors de l'hinduisme i estudis moderns sobre filosofies índies.
| «                            | Tot aquest univers és «Brahman». En tranquil·litat, que l'adorem com a «Tajjalan» (allò del qual va sorgir, com allò en què es dissoldrà, com allò en què respira). | » |
| — Chandogya Upanishad 3.14.1 | |   |

| «                                     | L'home és una criatura del seu Kratumaya (क्रतुमयः, voluntat, propòsit). Que tingui, doncs, per a si mateix aquesta voluntat, aquest propòsit: l'intel·ligent, el cos del qual està imbuït del principi vital, la forma del qual és llum, els pensaments del qual són impulsats per la veritat, el jo del qual és com l'espai (invisible però sempre present), de qui totes les obres, tots els desitjos, tots els sentiments sensorials que abasten tot aquest món, el silenciós, el despreocupat, aquest sóc jo, el meu Jo, la meva Ànima dins del meu cor. | » |
| — Chandogya Upanishad 3.14.1 – 3.14.3 | |   |

| «                                                 | Aquesta és la meva Ànima al cor més profund, més gran que la terra, més gran que l'espai aeri, més gran que aquests mons. Aquesta Ànima, aquest Jo meu és aquest Brahman. | » |
| — Chandogya Upanishad 3.14.3 – 3.14.4 /></nowiki> | |   |

| « | ' द्वियो ह्यमूर्तः पुरुः सबाह्याभ्॰्तः पुरुः हैजः । És brillant sense forma, tot omnipresent, existent dins i fora, no nascut, sense prana, sense ment, pur i més enllà de l'avyakrita, que està més enllà de tot. Mundaka Upanishad 11.1.2 | » |

| « | न जायते म्रियते वा विपश्चि- न्नायं कुतश्चिन्न बभुव कश्चित् । अजो नित्यः श्वस्थोऽयं पुरानो न हन्यते हन्यमाने शारीरे Brahman ni neix, ni mor. No ha sorgit de res i no en brolla res. És sense naixement, etern, perdurable i antic, no es mata quan es mata el cos.- Katha Upanishad 1.2.18 | » |